# 12 Heures de Sebring 2021
Navigation
Édition précédente Édition suivante
Les 12 Heures de Sebring 2021, qui se sont déroulées du 17 mars 2021 au 20 mars 2021, ont été la 69e édition de l'épreuve et la deuxième manche du championnat WeatherTech SportsCar Championship 2021.

## Circuit

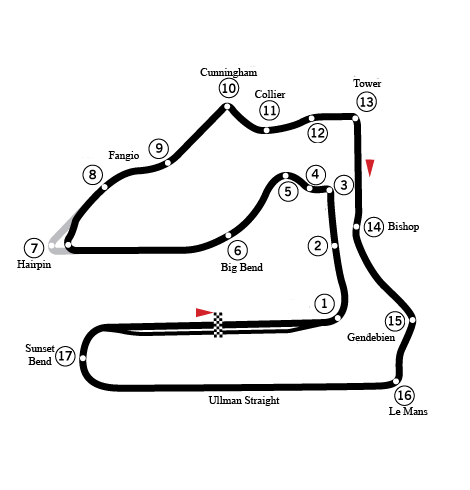
Le Sebring International Raceway, cadre des 12 Heures de Sebring 2021.

Les 12 Heures de Sebring 2021 se déroulent sur le Sebring International Raceway situé en Floride. Il est composé de deux longues lignes droites, séparées par des courbes rapides ainsi que quelques chicanes. Ce tracé a un grand passé historique car il est utilisé pour des courses automobiles depuis 1950. Ce circuit est célèbre car il a accueilli la Formule 1.

## Course

### Classements intermédiaires
| Pos. | Après la 1re heure | Après la 1re heure                                                                                  | Après 3 heures | Après 3 heures                                                                                      | Après 6 heures | Après 6 heures                                                                                      | Après 9 heures | Après 9 heures                                                                                      |
| Pos. | n°                 | Voiture / Pilotes                                                                                   | n°             | Voiture / Pilotes                                                                                   | n°             | Voiture / Pilotes                                                                                   | n°             | Voiture / Pilotes                                                                                   |
| ---- | ------------------ | --------------------------------------------------------------------------------------------------- | -------------- | --------------------------------------------------------------------------------------------------- | -------------- | --------------------------------------------------------------------------------------------------- | -------------- | --------------------------------------------------------------------------------------------------- |
| 1    | 01                 | Cadillac Chip Ganassi Racing Cadillac DPi-V.R (DPi) Dixon - Magnussen - van der Zande               | 10             | Konica Minolta Acura ARX-05 Acura ARX-05 (DPi) Albuquerque - Rossi - Taylor                         | 01             | Cadillac Chip Ganassi Racing Cadillac DPi-V.R (DPi) Dixon - Magnussen - van der Zande               | 60             | Meyer Shank Racing avec Curb Agajanian Performance Group Acura ARX-05 (DPi) Cameron - Montoya - Pla |
| 2    | 10                 | Konica Minolta Acura ARX-05 Acura ARX-05 (DPi) Albuquerque - Rossi - Taylor                         | 01             | Cadillac Chip Ganassi Racing Cadillac DPi-V.R (DPi) Dixon - Magnussen - van der Zande               | 55             | Mazda Motorsports Mazda RT24-P (DPi) Bomarito - Jarvis - Tincknell                                  | 01             | Cadillac Chip Ganassi Racing Cadillac DPi-V.R (DPi) Dixon - Magnussen - van der Zande               |
| 3    | 60                 | Meyer Shank Racing avec Curb Agajanian Performance Group Acura ARX-05 (DPi) Cameron - Montoya - Pla | 48             | Ally Cadillac Racing Cadillac DPi-V.R (DPi) Johnson - Kobayashi - Pagenaud                          | 60             | Meyer Shank Racing avec Curb Agajanian Performance Group Acura ARX-05 (DPi) Cameron - Montoya - Pla | 10             | Konica Minolta Acura ARX-05 Acura ARX-05 (DPi) Albuquerque - Rossi - Taylor                         |
| 4    | 55                 | Mazda Motorsports Mazda RT24-P (DPi) Bomarito - Jarvis - Tincknell                                  | 60             | Meyer Shank Racing avec Curb Agajanian Performance Group Acura ARX-05 (DPi) Cameron - Montoya - Pla | 10             | Konica Minolta Acura ARX-05 Acura ARX-05 (DPi) Albuquerque - Rossi - Taylor                         | 55             | Mazda Motorsports Mazda RT24-P (DPi) Bomarito - Jarvis - Tincknell                                  |
| 5    | 48                 | Ally Cadillac Racing Cadillac DPi-V.R (DPi) Johnson - Kobayashi - Pagenaud                          | 55             | Mazda Motorsports Mazda RT24-P (DPi) Bomarito - Jarvis - Tincknell                                  | 48             | Ally Cadillac Racing Cadillac DPi-V.R (DPi) Johnson - Kobayashi - Pagenaud                          | 48             | Ally Cadillac Racing Cadillac DPi-V.R (DPi) Johnson - Kobayashi - Pagenaud                          |

### Classement de la course
Voici le classement officiel au terme de la course.
- Les vainqueurs de chaque catégorie sont signalés par un fond jauni.
- Pour la colonne Pneus, il faut passer le curseur au-dessus du modèle pour connaître le manufacturier de pneumatiques.

| Pos     | Classe | no | Écurie                                                   | Pilotes                                            | Châssis                                        | Pneus | Tours | Temps                         |
| ------- | ------ | -- | -------------------------------------------------------- | -------------------------------------------------- | ---------------------------------------------- | ----- | ----- | ----------------------------- |
| Pos     | Classe | no | Écurie                                                   | Pilotes                                            | Moteur                                         | Pneus | Tours | Temps                         |
| 1       | DPi    | 5  | JDC-Mustang Sampling Racing                              | Sébastien Bourdais Loïc Duval Tristan Vautier      | Cadillac DPi-V.R                               | M     | 349   | 12 h 01 min 01 s 418          |
| 1       | DPi    | 5  | JDC-Mustang Sampling Racing                              | Sébastien Bourdais Loïc Duval Tristan Vautier      | Cadillac 5,5 L V8 Atmo                         | M     | 349   | 12 h 01 min 01 s 418          |
| 2       | DPi    | 55 | Mazda Motorsports                                        | Jonathan Bomarito Oliver Jarvis Harry Tincknell    | Mazda RT24-P                                   | M     | 349   | + 1 s 435                     |
| 2       | DPi    | 55 | Mazda Motorsports                                        | Jonathan Bomarito Oliver Jarvis Harry Tincknell    | Mazda MZ-2.0T 2,0 L I4 Turbo                   | M     | 349   | + 1 s 435                     |
| 3       | DPi    | 60 | Meyer Shank Racing avec Curb Agajanian Performance Group | Dane Cameron Juan Pablo Montoya Olivier Pla        | Acura ARX-05                                   | M     | 349   | + 2 s 614                     |
| 3       | DPi    | 60 | Meyer Shank Racing avec Curb Agajanian Performance Group | Dane Cameron Juan Pablo Montoya Olivier Pla        | Acura AR35TT 3,5 L V6 Turbo                    | M     | 349   | + 2 s 614                     |
| 4       | DPi    | 10 | Konica Minolta Acura ARX-05                              | Filipe Albuquerque Alexander Rossi Ricky Taylor    | Acura ARX-05                                   | M     | 349   | + 5 s 318                     |
| 4       | DPi    | 10 | Konica Minolta Acura ARX-05                              | Filipe Albuquerque Alexander Rossi Ricky Taylor    | Acura AR35TT 3,5 L V6 Turbo                    | M     | 349   | + 5 s 318                     |
| 5       | DPi    | 01 | Cadillac Chip Ganassi Racing                             | Scott Dixon Kevin Magnussen Renger van der Zande   | Cadillac DPi-V.R                               | M     | 347   | + 2 Tours                     |
| 5       | DPi    | 01 | Cadillac Chip Ganassi Racing                             | Scott Dixon Kevin Magnussen Renger van der Zande   | Cadillac 5,5 L V8 Atmo                         | M     | 347   | + 2 Tours                     |
| 6       | LMP2   | 52 | PR1/Mathiasen Motorsports                                | Scott Huffaker Mikkel Jensen Ben Keating           | Oreca 07                                       | M     | 344   | + 5 Tours                     |
| 6       | LMP2   | 52 | PR1/Mathiasen Motorsports                                | Scott Huffaker Mikkel Jensen Ben Keating           | Gibson GK428 4,2 L V8 Atmo                     | M     | 344   | + 5 Tours                     |
| 7       | LMP2   | 18 | Era Motorsport                                           | Ryan Dalziel Dwight Merriman Kyle Tilley           | Oreca 07                                       | M     | 344   | + 5 Tours                     |
| 7       | LMP2   | 18 | Era Motorsport                                           | Ryan Dalziel Dwight Merriman Kyle Tilley           | Gibson GK428 4,2 L V8 Atmo                     | M     | 344   | + 5 Tours                     |
| 8       | GTLM   | 79 | WeatherTech Racing                                       | Matt Campbell Mathieu Jaminet Cooper MacNeil       | Porsche 911 RSR-19                             | M     | 334   | + 15 Tours                    |
| 8       | GTLM   | 79 | WeatherTech Racing                                       | Matt Campbell Mathieu Jaminet Cooper MacNeil       | Porsche 4,2 L Flat-6 Atmo                      | M     | 334   | + 15 Tours                    |
| 9       | GTLM   | 25 | BMW Team RLL                                             | Connor De Phillippi Philipp Eng Bruno Spengler     | BMW M8 GTE                                     | M     | 333   | + 16 Tours                    |
| 9       | GTLM   | 25 | BMW Team RLL                                             | Connor De Phillippi Philipp Eng Bruno Spengler     | BMW S63 4,0 L V8 Turbo                         | M     | 333   | + 16 Tours                    |
| 10      | GTLM   | 24 | BMW Team RLL                                             | John Edwards Augusto Farfus Jesse Krohn            | BMW M8 GTE                                     | M     | 333   | + 16 Tours                    |
| 10      | GTLM   | 24 | BMW Team RLL                                             | John Edwards Augusto Farfus Jesse Krohn            | BMW S63 4,0 L V8 Turbo                         | M     | 333   | + 16 Tours                    |
| 11      | GTLM   | 3  | Corvette Racing                                          | Nicky Catsburg Antonio García Jordan Taylor        | Chevrolet Corvette C8.R                        | M     | 333   | + 16 Tours                    |
| 11      | GTLM   | 3  | Corvette Racing                                          | Nicky Catsburg Antonio García Jordan Taylor        | Chevrolet 5,5 L V8 Atmo                        | M     | 333   | + 16 Tours                    |
| 12      | GTLM   | 4  | Corvette Racing                                          | Tommy Milner Alexander Sims Nick Tandy             | Chevrolet Corvette C8.R                        | M     | 330   | + 19 Tours                    |
| 12      | GTLM   | 4  | Corvette Racing                                          | Tommy Milner Alexander Sims Nick Tandy             | Chevrolet 5,5 L V8 Atmo                        | M     | 330   | + 19 Tours                    |
| 13      | LMP3   | 54 | CORE Autosport                                           | Jon Bennett (en) Colin Braun George Kurtz          | Ligier JS P320                                 | M     | 329   | + 20 Tours                    |
| 13      | LMP3   | 54 | CORE Autosport                                           | Jon Bennett (en) Colin Braun George Kurtz          | Nissan VK56DE 5,6 L V8 Atmo                    | M     | 329   | + 20 Tours                    |
| 14      | LMP3   | 91 | Riley Motorsports                                        | Jeroen Bleekemolen Jim Cox Dylan Murry             | Ligier JS P320                                 | M     | 329   | + 20 Tours                    |
| 14      | LMP3   | 91 | Riley Motorsports                                        | Jeroen Bleekemolen Jim Cox Dylan Murry             | Nissan VK56DE 5,6 L V8 Atmo                    | M     | 329   | + 20 Tours                    |
| 15      | LMP3   | 74 | Riley Motorsports                                        | Scott Andrews Spencer Pigot Gar Robinson           | Ligier JS P320                                 | M     | 329   | + 20 Tours                    |
| 15      | LMP3   | 74 | Riley Motorsports                                        | Scott Andrews Spencer Pigot Gar Robinson           | Nissan VK56DE 5,6 L V8 Atmo                    | M     | 329   | + 20 Tours                    |
| 16      | LMP3   | 7  | Forty7 Motorsports                                       | Oliver Askew Stevan McAleer Austin McCusker        | Duqueine M30 - D08                             | M     | 328   | + 21 Tours                    |
| 16      | LMP3   | 7  | Forty7 Motorsports                                       | Oliver Askew Stevan McAleer Austin McCusker        | Nissan VK56DE 5,6 L V8 Atmo                    | M     | 328   | + 21 Tours                    |
| 17      | LMP3   | 33 | Sean Creech Motorsport                                   | João Barbosa Yann Clairay Lance Willsey            | Ligier JS P320                                 | M     | 328   | + 21 Tours                    |
| 17      | LMP3   | 33 | Sean Creech Motorsport                                   | João Barbosa Yann Clairay Lance Willsey            | Nissan VK56DE 5,6 L V8 Atmo                    | M     | 328   | + 21 Tours                    |
| 18      | GTD    | 9  | Pfaff Motorsports                                        | Lars Kern Zacharie Robichon Laurens Vanthoor       | Porsche 911 GT3 R                              | M     | 320   | + 29 Tours                    |
| 18      | GTD    | 9  | Pfaff Motorsports                                        | Lars Kern Zacharie Robichon Laurens Vanthoor       | Porsche 4,0 L Flat-6 Atmo                      | M     | 320   | + 29 Tours                    |
| 19      | GTD    | 16 | Wright Motorsports                                       | Jan Heylen Trent Hindman Patrick Long              | Porsche 911 GT3 Evo                            | M     | 320   | + 29 Tours                    |
| 19      | GTD    | 16 | Wright Motorsports                                       | Jan Heylen Trent Hindman Patrick Long              | Porsche 4,0 L Flat-6 Atmo                      | M     | 320   | + 29 Tours                    |
| 20      | GTD    | 23 | The Heart of Racing                                      | Roman De Angelis Ross Gunn Ian James               | Aston Martin Vantage AMR GT3                   | M     | 320   | + 29 Tours                    |
| 20      | GTD    | 23 | The Heart of Racing                                      | Roman De Angelis Ross Gunn Ian James               | Aston Martin 4,0 L V8 Turbo                    | M     | 320   | + 29 Tours                    |
| 21      | GTD    | 44 | Magnus Racing avec Archangel Motorsports                 | Andy Lally John Potter Spencer Pumpelly            | Acura NSX GT3 Evo                              | M     | 320   | + 29 Tours                    |
| 21      | GTD    | 44 | Magnus Racing avec Archangel Motorsports                 | Andy Lally John Potter Spencer Pumpelly            | Acura 3,5 L V6 Turbo                           | M     | 320   | + 29 Tours                    |
| 22      | GTD    | 88 | Team Hardpoint EBM                                       | Bia Figueiredo Katherine Legge Christina Nielsen   | Porsche 911 GT3 R                              | M     | 320   | + 29 Tours                    |
| 22      | GTD    | 88 | Team Hardpoint EBM                                       | Bia Figueiredo Katherine Legge Christina Nielsen   | Porsche 4,0 L Flat-6 Atmo                      | M     | 320   | + 29 Tours                    |
| 23      | GTD    | 12 | Vasser Sullivan Racing                                   | Robert Megennis Frankie Montecalvo Zach Veach (en) | Lexus RC F GT3                                 | M     | 319   | + 30 Tours                    |
| 23      | GTD    | 12 | Vasser Sullivan Racing                                   | Robert Megennis Frankie Montecalvo Zach Veach (en) | Lexus 5,0 L V8 Atmo                            | M     | 319   | + 30 Tours                    |
| 24      | GTD    | 14 | Vasser Sullivan Racing                                   | Jack Hawksworth Kyle Kirkwood Aaron Telitz         | Lexus RC F GT3                                 | M     | 313   | + 36 Tours                    |
| 24      | GTD    | 14 | Vasser Sullivan Racing                                   | Jack Hawksworth Kyle Kirkwood Aaron Telitz         | Lexus 5,0 L V8 Atmo                            | M     | 313   | + 36 Tours                    |
| 25      | GTD    | 96 | Turner Motorsport                                        | Bill Auberlen Robby Foley Aidan Read               | BMW M6 GT3                                     | M     | 313   | + 36 Tours                    |
| 25      | GTD    | 96 | Turner Motorsport                                        | Bill Auberlen Robby Foley Aidan Read               | BMW 4,4 L V8 Turbo                             | M     | 313   | + 36 Tours                    |
| 26 Abd. | GTD    | 75 | SunEnergy1 Racing                                        | Maro Engel Mikaël Grenier Kenny Habul              | Mercedes-AMG GT3 Evo                           | M     | 304   | Accident                      |
| 26 Abd. | GTD    | 75 | SunEnergy1 Racing                                        | Maro Engel Mikaël Grenier Kenny Habul              | Mercedes-Benz M159 6,2 L V8 Atmo 6,2 L V8 Atmo | M     | 304   | Accident                      |
| 27 Abd. | DPi    | 31 | Whelen Engineering Racing                                | Mike Conway Pipo Derani Felipe Nasr                | Cadillac DPi-V.R                               | M     | 292   | Boite de vitesses             |
| 27 Abd. | DPi    | 31 | Whelen Engineering Racing                                | Mike Conway Pipo Derani Felipe Nasr                | Cadillac 5,5 L V8 Atmo                         | M     | 292   | Boite de vitesses             |
| 28      | DPi    | 48 | Ally Cadillac Racing                                     | Jimmie Johnson Kamui Kobayashi Simon Pagenaud      | Cadillac DPi-V.R                               | M     | 349   | + 1 s 641                     |
| 28      | DPi    | 48 | Ally Cadillac Racing                                     | Jimmie Johnson Kamui Kobayashi Simon Pagenaud      | Cadillac 5,5 L V8 Atmo                         | M     | 349   | + 1 s 641                     |
| 29      | GTD    | 99 | Team Hardpoint EBM                                       | Earl Bamber Trenton Estep (en) Rob Ferriol         | Porsche 911 GT3 R                              | M     | 280   | + 69 Tours                    |
| 29      | GTD    | 99 | Team Hardpoint EBM                                       | Earl Bamber Trenton Estep (en) Rob Ferriol         | Porsche 4,0 L Flat-6 Atmo                      | M     | 280   | + 69 Tours                    |
| 30 Abd. | LMP2   | 8  | Tower Motorsports par Starworks                          | Gabriel Aubry Timothé Buret John Farano            | Oreca 07                                       | M     | 266   | Accident                      |
| 30 Abd. | LMP2   | 8  | Tower Motorsports par Starworks                          | Gabriel Aubry Timothé Buret John Farano            | Gibson GK428 4,2 L V8 Atmo                     | M     | 266   | Accident                      |
| 31 Abd. | LMP3   | 83 | WIN Autosport                                            | Matthew Bell Niklas Krütten Rodrigo Sales          | Duqueine M30 - D08                             | M     | 265   | Problème mécanique            |
| 31 Abd. | LMP3   | 83 | WIN Autosport                                            | Matthew Bell Niklas Krütten Rodrigo Sales          | Nissan VK56DE 5,6 L V8 Atmo                    | M     | 265   | Problème mécanique            |
| 32 Abd. | GTD    | 1  | Paul Miller Racing                                       | Corey Lewis Bryan Sellers Madison Snow             | Lamborghini Huracán GT3 Evo                    | M     | 255   | Boite de vitesses             |
| 32 Abd. | GTD    | 1  | Paul Miller Racing                                       | Corey Lewis Bryan Sellers Madison Snow             | Lamborghini 5,2 L V10 Atmo                     | M     | 255   | Boite de vitesses             |
| 33 Abd. | LMP3   | 38 | Performance Tech Motorsports                             | Dan Goldburg Rasmus Lindh (en) Mateo Llarena       | Ligier JS P320                                 | M     | 177   | Surchauffe                    |
| 33 Abd. | LMP3   | 38 | Performance Tech Motorsports                             | Dan Goldburg Rasmus Lindh (en) Mateo Llarena       | Nissan VK56DE 5,6 L V8 Atmo                    | M     | 177   | Surchauffe                    |
| 34 Abd. | GTD    | 28 | Alegra Motorsports                                       | Billy Johnson (en) Daniel Morad Michael de Quesada | Mercedes-AMG GT3 Evo                           | M     | 91    | Accident                      |
| 34 Abd. | GTD    | 28 | Alegra Motorsports                                       | Billy Johnson (en) Daniel Morad Michael de Quesada | Mercedes-Benz M159 6,2 L V8 Atmo               | M     | 91    | Accident                      |
| 35 Abd. | GTD    | 19 | GRT Grasser Racing Team                                  | Franck Perera Stephen Simpson Tim Zimmermann (de)  | Lamborghini Huracán GT3 Evo                    | M     | 91    | Accident / Problème de freins |
| 35 Abd. | GTD    | 19 | GRT Grasser Racing Team                                  | Franck Perera Stephen Simpson Tim Zimmermann (de)  | Lamborghini 5,2 L V10 Atmo                     | M     | 91    | Accident / Problème de freins |
| 36 Abd. | LMP2   | 11 | WIN Autosport                                            | Thomas Merrill Tristan Nunez Steven Thomas         | Oreca 07                                       | M     | 90    | Problèmes électroniques       |
| 36 Abd. | LMP2   | 11 | WIN Autosport                                            | Thomas Merrill Tristan Nunez Steven Thomas         | Gibson GK428 4,2 L V8 Atmo                     | M     | 90    | Problèmes électroniques       |
| 37      | LMP2   | 22 | United Autosports                                        | Wayne Boyd James McGuire Guy Smith                 | Oreca 07                                       | M     | 333   | + 16 Tours                    |
| 37      | LMP2   | 22 | United Autosports                                        | Wayne Boyd James McGuire Guy Smith                 | Gibson GK428 4,2 L V8 Atmo                     | M     | 333   | + 16 Tours                    |

## Pole position et record du tour
- Pole position :  Pipo Derani (#31 Whelen Engineering Racing) en 1 min 45 s 354
- Meilleur tour en course :  Felipe Nasr (#31 Whelen Engineering Racing) en 1 min 46 s 151

## Tours en tête
- no 31 Cadillac DPi-V.R - Whelen Engineering Racing : 6 tours (1-6)[8]
- no 01 Cadillac DPi-V.R - Cadillac Chip Ganassi Racing : 115 tours (7-20 / 28-42 / 84-85 / 152-165 / 167-199 / 263-265 / 279-295 / 297-313)
- no 10 Acura ARX-05 - Konica Minolta Acura ARX-05 : 56 tours (21 / 48-63 / 66-43 / 86-95 / 123-124 / 145 / 200 / 268 / 275-278 / 317-318)
- no 48 Cadillac DPi-V.R - Ally Cadillac Racing : 42 tours (22-27 / 43-47 / 64-65 / 96-110 / 125-131 / 146-151 / 201)
- no 55 Mazda RT24-P - Mazda Motorsports : 95 tours (111-122 / 133-144 / 166 / 202-221 / 224-262 / 269-274 / 296 / 332-334)
- no 60 Acura ARX-05 - Meyer Shank Racing
avec Curb Agajanian Performance Group : 7 tours (222-223 / 266-267 / 314-316)
- no 5 Cadillac DPi-V.R - JDC - Mustang Sampling Racing : 28 tours (319-331 / 335-349)

## À noter
- Longueur du circuit : 3,74 mi
- Distance parcourue par les vainqueurs : 1 305,26 mi